# Psychotria sphaerothyrsa
Psychotria sphaerothyrsa är en måreväxtart som beskrevs av Theodoric Valeton. Psychotria sphaerothyrsa ingår i släktet Psychotria och familjen måreväxter. Inga underarter finns listade i Catalogue of Life.